# Backaldrin

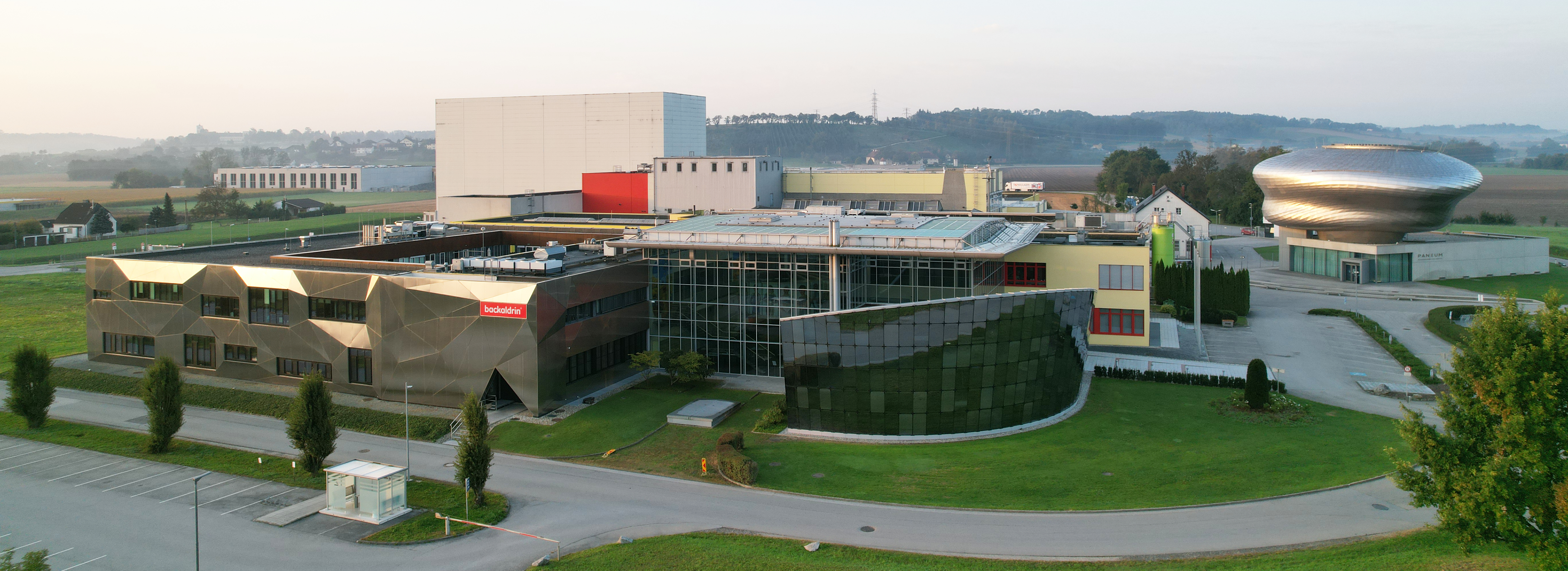
Hauptsitz in Asten und Paneum

backaldrin The Kornspitz Company ist ein internationales Familienunternehmen der Nahrungsmittelindustrie mit Hauptsitz in Asten, Oberösterreich. Das Unternehmen stellt mehr als 800 Backmittel sowie Backgrundstoffe für Brot, Kleingebäck und feine Backwaren her.

## Produktionsstätten
Der Firmensitz von backaldrin befindet sich in Asten bei Linz. Neben dem Produktionsstandort in Österreich gibt es noch sieben weitere: in Amman in Jordanien, in Winterthur in der Schweiz, in Toluca in Mexiko, in Kapstadt in Südafrika, in Kiew in der Ukraine, in Russland nahe Moskau sowie in Guangzhou in China.
backaldrin gilt laut eigenen Angaben als österreichischer Marktführer und ist weltweit in mehr als 100 Ländern vertreten, neben Österreich in 16 weiteren Ländern mit eigenen Niederlassungen.
Im Frühling 2013 wurde am Firmenhauptsitz in Asten ein Innovations- und Forschungszentrum eröffnet. Seit Oktober 2017 existiert das PANEUM - Wunderkammer des Brotes.
Anlässlich des 40. Geburtstags wurde 2024 ein Granit-Kornspitz, entworfen vom österreichischen Künstler Erwin Wurm, vor der Unternehmenszentrale positioniert.

## Kornspitz – ein Gattungsbegriff
Im Januar 2015 stellte das Wiener Oberlandesgericht fest, dass die Bezeichnung Kornspitz in Österreich kein Markenname der Firma backaldrin ist, sondern ein Gattungsbegriff, der von Konsumenten verwendet wird, um eine Sorte von Gebäck zu bezeichnen. Der Begriff „Kornspitz“ darf demnach von allen anderen Mitbewerbern verwendet werden. Dem ging ein Urteil des Europäischen Gerichtshofs voraus, wonach die Marke rechtsgültig für verfallen erklärt werden kann, nachdem der Mitbewerber die Löschung der Marke beim Österreichischen Patentamt angestrengt hatte.

## PANEUM – Wunderkammer des Brotes
Am 9. Oktober 2017 öffnete das PANEUM – Wunderkammer des Brotes erstmalig seine Pforten. Gründer des PANEUM ist backaldrin-Eigentümer Peter Augendopler. Das Gebäude aus einem Betongeschoß, einer aufgesetzten gewölbten Struktur aus Holz, die mit Edelstahlschindeln überzogen ist und an einen Brotlaib oder einen Teigklumpen erinnert, und einer Freitreppe, wurde von Coop Himmelb(l)au geplant. In der Ausstellung geht es um die jahrtausendelange Kultur der Brotherstellung, Exponate aus über 30 Jahren Sammlertätigkeit werden gezeigt.

## Sportsponsoring
Mit dem „Kornspitz Sport Team“ unterstützt das Unternehmen seit vielen Jahren den Spitzen- und Nachwuchssport aus verschiedensten Disziplinen und Nationen. Darüber hinaus pflegt Kornspitz Kooperationen mit Sport-Teams und Verbänden. Seit 2020 ist backaldrin beispielsweise Dressensponsor des Bundesligaclubs LASK Linz.

## Belege
1. ↑  Porträt - Backaldrin. Abgerufen am 29. November 2024.
2. ↑  Porträt - Backaldrin. Abgerufen am 4. April 2018.
3. ↑  Regionalmedien Austria: Asten: Paneum zeigt Geschichte des Brotes. In: meinbezirk.at. (meinbezirk.at [abgerufen am 4. April 2018]).
4. ↑  backaldrin enthüllt den größten und schwersten Kornspitz der Welt - Backaldrin. Abgerufen am 29. November 2024.
5. ↑  OLG-Wien: „Kornspitz“ ist kein Markenname auf diePresse.com vom 21. Januar 2015, abgerufen am 19. Jänner 2016 sowie Backaldrin verliert das Markenrecht für Kornspitz in OÖN vom 9. September 2015, abgerufen am 19. Jänner 2016.
6. ↑  PANEUM — Wunderkammer des Brotes. Abgerufen am 4. April 2018.
7. ↑  Story - PANEUM — Wunderkammer des Brotes. Abgerufen am 4. April 2018.
8. ↑  Architektur - PANEUM — Wunderkammer des Brotes. Abgerufen am 4. April 2018.
9. ↑   Neues Brotmuseum in Asten orf.at, 4. Oktober 2017, abgerufen am 4. Oktober 2017.
10. ↑  Ein Miteinander von Kontrasten paneum.at > Architektur, Website des Museums, abgerufen am 4. Oktober 2017.
11. ↑  Kornspitz Sport Team - KORNSPITZ. Abgerufen am 5. Oktober 2020.
12. ↑  Rochade auf dem neuen LASK-Trikot. Abgerufen am 5. Oktober 2020.

Koordinaten: 48° 12′ 53,3″ N, 14° 24′ 38,2″ O